# 劉易斯頓 (紐約州村)
劉易斯頓（英語：Lewiston）是位於美國紐約州尼亞加拉縣的村。

## 人口
根據2020年美國人口普查的數據，劉易斯頓的面積為3.20平方千米，當中陸地面積為2.84平方千米，而水域面積為0.36平方千米。當地共有人口2531人，而人口密度為每平方千米791人。